# Girls' Generation's Factory Girl
Girls' Generation's Factory Girl (em coreano:  소녀시대의 팩토리 걸) é um reality show estrelado pelo popular girl group sul-coreano Girls' Generation. O programa gira em torno das integrantes do grupo trabalhando como editoras estagiárias na Elle Girl Korea. O conceito do show foi inspirado no filme de 2006 O Diabo Veste Prada.

## Antecedentes
Em 30 de setembro de 2008, foi anunciado que Girls' Generation estaria estrelando um novo reality show no canal a cabo Mnet. Factory Girl tinha a intenção de ser a versão coreana do filme O Diabo Veste Prada, com as nove integrantes assumindo o papel de editoras de moda para uma revista destinada a adolescentes e adultos jovens. O diretor, Kim Young-chan afirmou "Em vez de simplesmente dizer que Factory Girl é um reality show com Girls' Generation como as personagens principais, é sim um programa que combina realidade, tendências e celebridades". O programa estreou em 8 de outubro de 2008 às 18:00. O editor da Elle Girl Korea, Nam Yoon-hee, bem como outros especialistas, apareceram várias vezes no programa para dar atribuições e orientação às garotas do Girls' Generation.

## Elenco
As integrantes do Girls' Generation foram instruídas a escrever resumos antes das gravações do show iniciarem, que mais tarde foram usados para promover o reality show e foram postados no site oficial. O editor Nam Yoon-hee, bem como um dos gestores do Girls' Generation em seguida, viajaram para os apartamentos das protagonistas para avaliar os sensos de moda de cada uma. Yoona foi gravada em segredo enquanto trabalhava no set de seu drama You Are My Destiny e Sunny foi filmada em segredo enquanto fazia compras com um amigo, enquanto Taeyeon foi gravada com a ajuda de Kangin do Super Junior, com quem ela era coapresentadora do show de rádio Chinhan Chingu da MBC FM na época. O editor observou, "No conjunto, Girls' Generation tem um senso de moda bem pessoal", acrescentando que "elas enviam uma mensagem que você pode seguir plenamente as tendências da moda, se você apenas expressar sua personalidade individual".
As integrantes do Girls' Generation foram divididas em dois grupos para competir durante as tarefas propostas, com Taeyeon, Jessica, Sunny, Yuri e Yoona na equipe 'A' e com Tiffany, Hyoyeon, Sooyoung e Seohyun na equipe 'B'. Ao final do primeiro episódio, as garotas renomearam as equipes 'A' e 'B' como 'Candy Girls' e 'Dream Girls', respectivamente.